# Pädagogische Hochschule Schwäbisch Gmünd

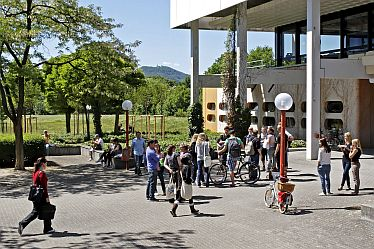
Hörsaalgebäude

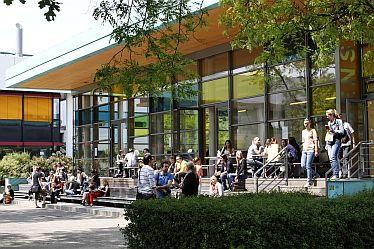
Mensa

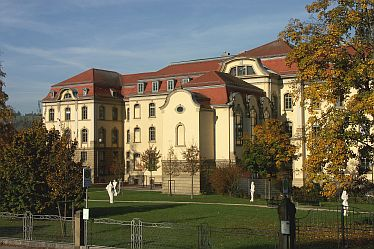
Der Jugendstil-Seminarbau Alte PH in der Innenstadt wird heute vom Fach Musik genutzt

Altes Logo, bis zirka 2018 in Verwendung

Altes Logo, bis 2025 in Verwendung

Die Pädagogische Hochschule Schwäbisch Gmünd (auch University of Education Schwäbisch Gmünd, bis 1962 Pädagogisches Institut Schwäbisch Gmünd) ist eine Hochschule im Rang einer Universität in Schwäbisch Gmünd. Sie ist neben den Pädagogischen Hochschulen in Karlsruhe, Freiburg, Heidelberg, Ludwigsburg und Weingarten eine der sechs Pädagogischen Hochschulen in Baden-Württemberg.

## Fakultäten und Institute
Die Pädagogische Hochschule Schwäbisch Gmünd gliedert sich in zwei Fakultäten:
- Die Fakultät I beinhaltet die Institute für Bildung, Beruf und Technik, für Erziehungswissenschaft, für Gesundheitswissenschaften, für Humanwissenschaften, für Pflegewissenschaft sowie für Theologie und Religionspädagogik.
- Die Fakultät II beinhaltet die Institute für Sprache & Literatur, der Künste, für Gesellschaftswissenschaften, für Mathematik/Informatik, für Naturwissenschaften sowie für Kindheit, Jugend und Familie.

### Weitere Einrichtungen
Außerdem betreibt die Pädagogische Hochschule ein Institut für Weiterbildung und Hochschuldidaktik, ein Diagnostisches Zentrum, ein Zentrum für Forschungspraxis, ein Zentrum für Qualitätsforschung und Monitoring in der Kinder- und Jugendhilfe sowie die Bilderbuchwerkstatt BUFO. 2012 wurde das Zentrum für Wissenstransfer der PH Schwäbisch Gmünd (ZWPH) eingerichtet, das die Aufgabe hat, lebenslanges Lernen durch wissenschaftliche Weiterbildung und zeitnahen Transfer zwischen Forschung und Praxis zu fördern. Seit 2013 widmet sich das Kompetenzzentrum für Gesundheitsförderung interdisziplinär der Gesundheitsförderung. Das Zentrum für Medienbildung (ZfM) entwickelt und erforscht geeignete pädagogische Konzepte zur Unterstützung der Medienbildungsprozesse innerhalb und außerhalb von Bildungsinstitutionen, und das Zentrum für Migrations- und Integrationsstudien "Migration – Gesellschaft – Schule" (MiGS) widmet sich Aspekten, Feldern, Entwicklungen und Bedürfnissen im Umfeld von Migration und Flucht.

## Studiengänge
Bachelor für
- Lehramt Grundschule
- Lehramt Sekundarstufe I
- Lehramt an beruflichen Schulen
- Kindheitspädagogik
- Gesundheitsförderung und Prävention
- Ingenieurpädagogik
- Pflegewissenschaft
- Integrative Lerntherapie (ZWPH)
- Berufspädagogik (ZWPH)

Master für
- Lehramt Grundschule
- Lehramt Sekundarstufe I
- Bildungswissenschaften
- Interkulturalität und Integration
- Gesundheitsförderung und Prävention
- Kindheits- und Sozialpädagogik
- Ingenieurpädagogik
- Germanistik und Interkulturalität / Multilingualität
- Pflegepädagogik
- Pflegewissenschaft
- Integrative Lerntherapie (ZWPH)
- Personalentwicklung und Bildungsmanagement (GSO)

Weitere Qualifizierungen
- Erweiterungs- und Ergänzungstudiengänge (Beratung und Medienpädagogik)
- Promotion
- Habilitation

## Bibliothek
Die Bibliothek der Pädagogischen Hochschule umfasst über 300.000 Medieneinheiten und ist nach Antragsstellung auch für Forschungsinteressierte außerhalb der Pädagogischen Hochschule zugänglich, wie z. B. Schüler, Referendare usw.
Sie ist eine wissenschaftliche Spezialbibliothek mit den für die Hochschule wichtigen Schwerpunkten Erziehungswissenschaft, Pädagogische Psychologie sowie Methodik und Didaktik der Schulfächer.

## Geschichte

### Geschichte vor 1962

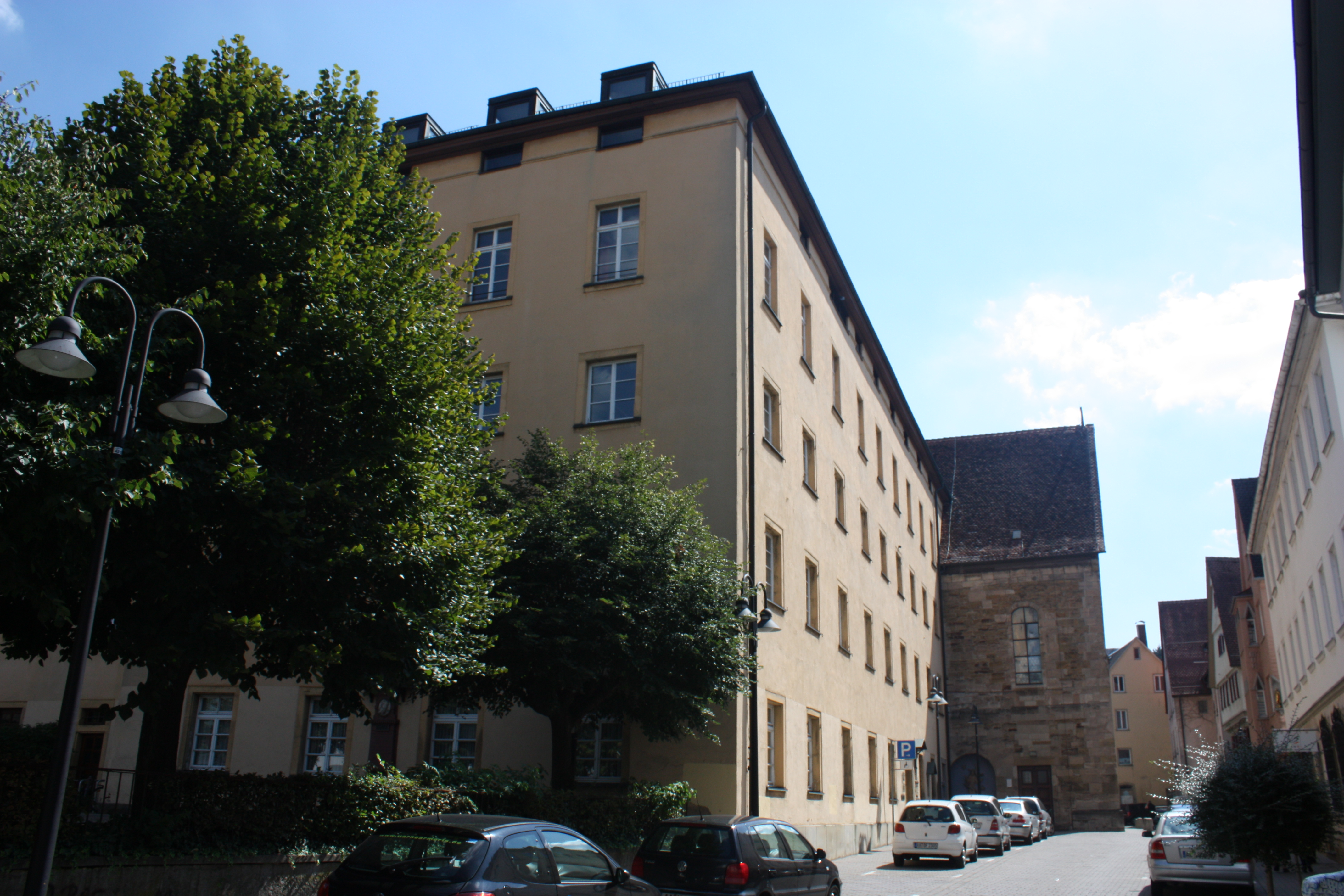
Der Franziskaner im Zentrum der Stadt

Im Jahr 1825 wurde der erste Vorläufer der Pädagogischen Hochschule als katholisches Lehrerbildungsseminar im ehemaligen Franziskaner Männerkloster gegründet. 1827 wurde der in seinen Ansichten zur Lehrerbildung moderne Pädagoge und Geistliche Matthäus Cornelius Münch zum ersten Rektor ernannt. Die Lehrerausbildung fand in dieser Zeit angeschlossen an eine Übungsschule statt.
Im Jahr 1874 kam es für die Schulausbildung in Württemberg zu einer Innovation durch den Seminarlehrer Engelbert Mager. Er führte in Schwäbisch Gmünd das Wandtafelzeichen im Unterricht ein.
1899 erfolgte die Verstaatlichung der Präparandenanstalten. Fünf Jahre später zog das Seminar in den Neubau in der Lessingstraße um.
Die Nationalsozialisten schlossen das Gmünder Seminar 1937 und verlegten es nach Rottweil. Der Seminarbau wurde zu einem Waisenhaus umgenutzt. Nach dem Krieg nahm man 1946 die Lehrerausbildung in Form einer Lehreroberschule wieder auf. Ein Jahr später wurde dieses Seminar als Pädagogisches Institut bezeichnet.

### Geschichte der Pädagogischen Hochschule
Am 4. Mai 1962 wird das Pädagogische Institut in die erste Pädagogische Hochschule des Landes Baden-Württemberg umgewandelt, wobei die Hochschule erst neun Jahre später zu einer wissenschaftlichen Hochschule erweitert wird. Aufgrund der steigenden Studierendenzahlen folgt 1972 der Umzug von der Innenstadt auf den Hardt in den Neubau, wodurch 1982 auch die Eröffnung der Seniorenhochschule möglich wird. In der Alten PH in der Innenstadt verbleibt lediglich der Fachbereich Musik. Nachdem den Pädagogischen Hochschulen schon 1978 das geteilte Promotionsrecht verliehen wird, kommt es in Schwäbisch Gmünd 1983 zur ersten Promotion an der Pädagogischen Hochschule, die gleichzeitig die erste Promotion an einer baden-württembergischen Hochschule überhaupt ist. Dieses geteilte Promotionsrecht wird dann 1987 zu einem ungeteilten Promotionsrecht erweitert.
1997 erhält die Hochschule das Habilitationsrecht in Kooperation mit den Universitäten Ulm beziehungsweise Tübingen, welches mit neuem Landeshochschulgesetz im Jahre 2005, durch die Statusänderung zur Universität, zu einem uneingeschränkten Habilitationsrecht erweitert wird. Zum Wintersemester 2013/14 wurden erstmals mehr Studienanfänger in Bachelor- und Masterstudiengängen immatrikuliert als in den klassischen Lehramtsstudiengängen. Damit sah die Universitätsleitung die Rolle als bildungswissenschaftliche universitäre Einrichtung, als Bildungsuniversität, durch die Studierendenzahlen bestätigt.
Um den gestiegenen Studierendenzahlen gerecht zu werden, kommt es 2006 zur Einweihung der neuen Mensa, wodurch die alte Mensa in Veranstaltungsräume und studentische Arbeitsplätze umgewandelt werden kann.

#### Rektoren
- Adalbert Neuburger (1962–1965)
- Hans Dreger (1965–1968)
- Johannes Riede (1968–1974)
- Karl Setzen (1974–1976)
- Josef Lauter (1976–1978)
- Reinhard Kuhnert (1978–1990)
- Albert Heller (1990–1994)
- Karl Setzen (1994–1998)
- Manfred Wespel (1998–2002)
- Hans-Jürgen Albers (2002–2010)
- Astrid Beckmann (2010–2018)
- Claudia Vorst (2018–2024)
- Kim-Patrick Sabla-Dimitrov (seit 2024)

## Bekannte Hochschullehrer
- Günter Altner (1936–2011), Biologie
- Friedrich Bay (1940–2023), Biologe
- Hubert Beck (1935–2011), Musik
- Stephan Beck (* 1974), Musik
- Andreas Benk (* 1957), Theologie
- Albert Deibele (1889–1972), Erdkunde
- Roger Erb (* 1961), Physik
- Tim Engartner (* 1976), Sozialwissenschaftler
- Martin Fix (* 1961), Pädagogik
- Gerhard Fritz (* 1953), Historiker
- Erich Ganzenmüller (1914–1983), Musik
- Joachim-Rüdiger Groth (* 1931), Professor für Deutsch
- Lorenz Haug (1818–1856), Gehörlosenpädagoge, lehrte deutsche Sprachlehre, Stilistik und Literaturgeschichte
- Axel Horn (* 1954), Pädagoge und Sportwissenschaftler
- Jürgen Hunkemöller (1939–2021), Musik
- Stefan Immerfall (* 1958), Soziologie
- Bernhard Kaißer (1834–1918), Grammatik, Literatur und Geschichte am Lehrerseminar
- Notburga Karl (* 1973), Kunst
- Lutz Kasper (* 1964), Physik
- Adolf Kern (1906–1976), Musikerziehung und Didaktik
- Hermann Kissling (1925–2018), Kunst
- Sandra Kostner (* 1978), Interkulturalität und Integration
- German Josef Krieglsteiner (1937–2001), Biologie
- Alke Martens (* 1970), Informatik
- Wolf Mayer (* 1956), Musik
- Filip Mess (* 1976), Sport
- Hilary Mooney (* 1962), Theologie
- Willy Potthoff (1925–2006), Pädagogik
- Daniel Rellstab (* 1972), Germanist
- Hein Retter (1937–2022), Pädagogik
- Thomas Retzmann (* 1963), Wirtschaftspädagoge
- Dieter Rodi (* 1932), Biologe
- Rudolf Sauter (1925–2013), Pädagogik
- Fridolin Schneider (1850–1922), Mathematik
- Helmar Schöne (* 1966), Politik
- Steve Strupeit (* 1980), Pflege
- Michael Tilly (* 1963), Theologie
- Franz Trautmann (1939–2022), Theologie
- Harald Wagner (1944–2016), Theologie
- Franz Josef Wetz (* 1958), Philosophie

## Bekannte Studierende
- Lorenz Haug (1818–1856), Gehörlosenpädagoge
- Peter Spranger (1926–2013), Pädagoge und Historiker
- Rudolf W. Keck (1935–2023), Pädagoge und Hochschullehrer
- Karl Hahn (* 1937), Politikwissenschaftler und Hochschullehrer
- Gudrun Ensslin (1940–1977), Mitbegründerin der Rote Armee Fraktion
- Werner H. A. Debler (1940–2014), Pädagoge, Heimatforscher und Verwaltungsbeamter
- Wolfgang Staiger (1947–2023), Politiker
- Wilfried Schlagenhauf (* 1952), Pädagoge, Hochschullehrer an der PH Freiburg
- Werner Knapp (* 1953), Pädagoge, Rektor der PH Weingarten
- Ulrich Sauerborn (* 1956), Museumsleiter
- Mick Baumeister (* 1958), Jazzpianist, war Gaststudent an der PH
- Beate Ling (* 1961), Sängerin, Gesangspädagogin
- Carsten Quesel (* 1961), Soziologe, habilitierte an der Hochschule
- Thomas H. Häcker (* 1962), Pädagoge und Hochschullehrer
- Fereshta Ludin (* 1972), Pädagogin, Figur des Kopftuchstreits
- Steffen Osvath (* 1978), Objekt- und Fotografiekünstler